# Scotoe
Scotoe is een Nederlandse komediefilm uit 2024 geregisseerd door Jamel Aattache, Mohammed Chaara en Sinan Eroglu. De film ging op 29 januari 2024 in première.

## Verhaal
De film volgt de twee jeugdvrienden Sino en Mo die in dezelfde Amsterdamse wijk zijn opgegroeid. De twee leren de klappen van de zweep al op een jonge leeftijd en gaan uiteindelijk samen als rechercheurs werken. Als ze een grote cocaïnesmokkel op het spoor zijn, zien ze dat als de kans om zichzelf te bewijzen. Totdat hun 'unieke' werkmethodes ervoor zorgen dat ze van de zaak gehaald worden. Als de twee vrienden besluiten het onderzoek stiekem door te zetten raakt de vrouw van Sino in de zaak verstrikt, en moeten Sino en Mo alles proberen om hun baan en familie te redden.

## Rolverdeling
| acteur                 | personage     |
| ---------------------- | ------------- |
| Mohammed Chaara        | Mo            |
| Sinan Eroglu           | Sino          |
| Melisa Asli Pamuk      | Esra          |
| Ferdi Stofmeel         | Nico          |
| Oscar Aerts            | Bas           |
| Rose Bertram           | Stephanie     |
| Soraya Wahjudi         | Lee           |
| Alexia Céline Mulder   | Mina          |
| Mason Christian Mulder | Eli           |
| Saïd Boumazoughe       | drugsbaron    |
| Adje                   | handlanger    |
| Daphne Deckers         | chef          |
| Emma Deckers           | Linda         |
| Stephanie van Eer      | juf Tamara    |
| Phi Nguyen             | barman        |
| Vonneke Bonneke        | Jennifer      |
| Soumia Abalhaya        | Samira        |
| André Dongelmans       | handhaver     |
| Nick Golterman         | dealer        |
| Estelle Cruijff        | presentatrice |

## Achtergrond
De film werd geregisseerd door Jamel Aattache, Mohammed Chaara en Sinan Eroglu. Zij werkte eveneens op andere vlakken mee aan de film; zo verzorgde Aattache de productie en werkte Chaara en Eroglu mee als acteurs en scenarioschrijvers. Voor het scenario werden zij ondersteund door Tijs van Marle. De muziek van de film werd verzorgd door Eric van Tijn. De opnames van de film gingen van start in augustus 2023. Hoofdrollen in de film waren weggelegd voor onder anderen Oscar Aerts, Ferdi Stofmeel en Daphne Deckers.
Scotoe ging op 29 januari 2024 bij Koninklijk Theater Tuschinski in Amsterdam in première voor pers en genodigden. Drie dagen later, op 1 februari 2024, ging de film landelijk de bioscopen in voor het grote publiek. Op 16 februari 2024, ongeveer twee weken nadat de film in de bioscoop kwam, werd de film bekroond met een Gouden Film voor het behalen van 100.000 bezoekers.